# Ecnomus clavatus
Ecnomus clavatus är en nattsländeart som beskrevs av Cartwright 1990. Ecnomus clavatus ingår i släktet Ecnomus och familjen trattnattsländor. Inga underarter finns listade i Catalogue of Life.